# Johannes Brøndum-Nielsen
Johannes (Johs.) Brøndum-Nielsen (* 2. Dezember 1881 in Hejlskov bei Viborg, Mitteljütland; † 9. März 1977 in Rungsted, Seeland) war ein dänischer Sprachwissenschaftler, der als Professor für nordische Sprachen an der Universität Kopenhagen wirkte, sowie Redaktor am Ordbog over det danske Sprog. Sein Hauptwerk ist eine achtbändige Grammatik der altdänischen Sprache.

## Leben
Brøndum-Nielsen wuchs im südlichen Fünen auf und machte 1902 in Skårup das Lehrerexamen. Darauf zog er nach Kopenhagen, wo er sich 1904 als Student einschrieb und 1910 den Magister sowie 1914 den Doktor in Nordischer Philologie machte. 1919 wurde er Dozent an der Universität Kopenhagen, und von 1926 bis 1952 war er ebenda (als Nachfolger von Verner Dahlerup) Professor für nordische Sprachen. Sein Fokus in der Lehre lag auf der älteren dänischen Sprache, aber er interessierte sich auch für das neuere Dänisch und die neuere Stil- und Literaturgeschichte.
Sein Vater Niels Christian Brøndum-Nielsen (1852–1926) war Lehrer, seine Mutter war Hanne Kathinka Sofie Olsen (1851–1928). 1908 verheiratete er sich mit Anna Elfrieda (Frieda) Jensine Christensen (1886–1944), 1950 mit Johanne Wilse Nielsen (1886–1981). Er liegt auf dem Friedhof von Hellerup begraben.

## Schaffen
In seiner Dissertation Sproglig Forfatterbestemmelse (1914) wies Brøndum-Nielsen nach, dass das dänische Neue Testament von 1524 (Christian II’s Bibel) wohl von drei Personen übersetzt worden war. Mit der gleichen Methodik zeigte er später, dass die dänische Reimchronik von 1495 wahrscheinlich mehrere Verfasser hatte (1930) und dass auch die spätmittelalterliche sogenannte „schwedische Postille“ wohl von mehreren dänischen, besonders schonischen Übersetzern geschrieben wurde (1959).
Brøndum-Nielsen arbeitete auch zeit seines Lebens als Redaktor des Ordbog over det danske Sprog (Wörterbuch der dänischen Sprache), einem schließlich 28-bändigen Wörterbuch, das den dänischen Wortschatz von 1700 bis 1955 dokumentiert. Er legte die Lautschrift des Wörterbuchs fest und verfasste alles in allem beinahe 7500 Spalten dieses Werks.
Mit seinem Buch Dialekter og Dialektforskning von 1927 legte er den Grund für die universitäre Dialektologie in Dänemark.
Brøndum-Nielsens Hauptwerk aber war eine achtbändige altdänische Grammatik. Es handelt sich dabei um eine minutiöse Detailanalyse der Laut- und Formenlehre der dänischen Sprache aus der Zeit von 800 bis 1500. Den ersten Band veröffentlichte er 1928 als 46-Jähriger, den letzten 1974 als 93-Jähriger. Er war auch Hauptherausgeber der Reihe Danmarks gamle Landskabslove med Kirkelovene (Bände I–VI 11, 1920–1961), in deren Rahmen die hochmittelalterlichen, in altdänischer Sprache verfassten Landschaftsrechte ediert wurden.
Überdies gab er die Werke von Poul Martin Møller, Ludvig Bødtcher, Gustav Wied und Viggo Stuckenberg heraus und publizierte stilhistorische Untersuchungen.
In festen Kolumnen besprach er sprachliche und auch literarische Themen, was ihn in einer größeren Öffentlichkeit bekannt machte. Brøndum-Nielsen war ein vehementer Gegner der dänischen Rechtschreibreform von 1948, mit der die Kleinschreibung der Substantive sowie der Ersatz von aa durch å eingeführt wurde. Ebenso bekämpfte er die Rückgabe altisländischer Handschriften an Island. In beiden Fällen erlitt er eine Niederlage.
Brøndum-Nielsens Forschung im Bereich der dänischen Philologie war in mehreren Hinsichten bahnbrechend, und als Universitätslehrer prägte er mehrere Generationen Sprachwissenschaftler. Außergewöhnliche Gelehrtheit und methodische Stringenz sowie unermüdlicher Fleiß zeichneten ihn aus, wozu eine große organisatorische Begabung trat, die ihm sein vielseitiges Schaffen und Wirken ermöglichten.

## Ehrungen
Brøndum-Nielsen war Mitglied der Königlich Dänischen Akademie der Wissenschaften sowie weiterer norwegischer und schwedischer Organisationen. Er wurde 1931 zum Ritter des Dannebrogordens ernannt, erhielt 1940 dessen Ehrenzeichen und wurde schließlich 1951 zum Kommandeur des nämlichen Ordens ernannt.

## Publikationen (Auswahl)
- Gamle danske Dyrerim, 1908–1909
- Sproglig Forfatterbestemmelse, 1914 (Dissertation)
- Dialekter og Dialektforskning, 1927
- Gammeldansk Grammatik i sproghistorisk Fremstilling, 8 Bände, 1928–1974
- Om Rimkrønikens Sprogform og Tilblivelse, 1930
- Dækning – Oratio tecta i dansk Litteratur før 1870, 1953
- Fra Skaanes Senmiddelalder, 1959
- (Mitarbeit:) Ordbog over det danske Sprog, 1–28 (1918–56)
- (Hauptherausgeber:) Danmarks gamle Landskabslove med Kirkelovene (Bände I–VI 11, 1920–1961)

Eine Bibliographie verfasste Jørgen Larsen: Johs. Brøndum-Nielsen. En bibliografi. 1961, wozu ein Supplement für die Jahre 1962 bis 1976 in den Acta philologica scandinavica 32,1 (1978), S. 12–20 veröffentlicht wurde.